# Слемен (планина)
Слемен је планина у Источној Србији која припада карпатским планинама. Представља развође између Сокобањске Моравице и Тимочког слива, а са њега се добро виде Сокобањска котлина, Тупижница и профил Ртња. Уредшким потоком одвојен је од планине Крстатац, а Мађарском реком од планине Тумбе (Ртањ). Спада у средње високе планине са највишом тачком од 1 099 m (Партизански споменик). Слемен има правац пружања од северозапада ка југоистоку у дужини од 9 km и веома благе стране.
Геолошка грађа Слемена је разноврсна, на јужној страни заступљени су кречњаци, док су на северној страни заступљени вулкански туфови. Ова планина је углавном шумовита а у њеним шумама доминирају дрвећа из рода Букве и вештачки засађени четинари (борови). 
На Слемену се налазе села Влашко Поље и Милушинац из којих је његова највиша тачка најприступачнија.